# Assemblea nazionale (Bahrein)
L’Assemblea nazionale (in arabo المجلس الوطني البحريني‎?) è il parlamento del Bahrein.
Esso, bicamerale, consta di 80 membri in totale (40 l'una) divisi tra il Consiglio dei rappresentanti, la camera bassa, ed il Consiglio consultivo, la camera alta.
L'Assemblea nazionale è presieduta dal Presidente del Consiglio dei Rappresentanti, dal Presidente del Consiglio Consultivo se questo è assente.

## Storia
Secondo l'articolo 43 della Costituzione del 1973 l'Assemblea nazionale doveva essere un parlamento monocamerale di 40 membri eletti a suffragio universale. Tuttavia l'allora emiro Isa bin Salman Al Khalifa decise che le donne non andavano considerate all'interno del suffragio universale.
Sempre lui nel 1975 abolì l'assemblea poiché questa si rifiutò di approvare una legge sulla sicurezza dello Stato, sebbene dopo la sua morte nel 1999, suo figlio Ḥamad bin ʿĪsā Āl Khalīfa, divenuto il nuovo sovrano del Bahrein, promulgando la Costituzione del 2002 abbia permesso la ricostituzione dell’organo.